# Urh Kastelic
Urh Kastelic (Brežice, 27 de febrero de 1996) es un jugador de balonmano esloveno que juega como portero en el TBV Lemgo de la Bundesliga. Es internacional con la selección de balonmano de Eslovenia.
Con la selección ganó la medalla de bronce en el Campeonato Mundial de Balonmano Masculino de 2017.

## Palmarés

### RK Zagreb
- Liga de Croacia de balonmano (2): 2018, 2019
- Copa de Croacia de balonmano (2): 2018, 2019

## Clubes
- RK Celje (2012-2017)
- RD Slovan (2013-2014) (cedido)
- Maribor Branik (2015-2017) (cedido)
- SC Pick Szeged (2017) (cedido)
- RK Zagreb (2017-2019)
- Frisch Auf Göppingen (2019-2022)
- TBV Lemgo (2022- )